# Elizabeth Lee Hazen
Elizabeth Lee Hazen (Rich, 24 agosto 1885 – Seattle, 24 giugno 1975) è stata una fisiologa e microbiologa statunitense nota soprattutto per avere isolato e studiato, insieme a Rachel Fuller Brown, la nistatina, uno degli antimicotici più largamente utilizzati.

## Biografia
Nacque nell'agosto del 1885 a Rich, nella contea di Coahoma, in Mississippi. I suoi genitori, William Edgar Hazen e Maggie Harper, morirono quando lei aveva quattro anni e insieme ai suoi due fratelli fu adottata da una coppia di zii.
Frequentò il Mississippi College for Women (all'epoca Mississippi Industrial Institute and University), ottenendo una laurea in scienze nel 1910. Negli anni in cui insegnò biologia alle scuole superiori di Jackson, approfondì la sua formazione accademica frequentando corsi estivi presso l'Università del Tennessee e l'Università della Virginia. Dopo aver completato gli studi, Hazen fu ammessa al dipartimento di biologia della Columbia University, dove conseguì una Master's degree in biologia nel 1917 e un dottorato in microbiologia nel 1927. Lavorò come tecnico di laboratorio diagnostico negli anni della prima guerra mondiale. Nei primi anni '20 Hazen studiò la ricina e in particolare il suo effetto inibitore nei confronti della tossina botulinica.
Nel 1948 iniziò a collaborare con la biochimica Rachel Fuller Brown per sviluppare la nistatina, il primo farmaco tossico contro le infezioni fungine a non risultare tossico per gli esseri umani. L'effettiva scoperta della nistatina avvenne nel 1950 e fu frutto dell'osservazione di alcune colonie del batterio Streptomyces noursei. Le ricerche delle due scienziate portarono ad applicazioni della nistatina molteplici e variegate, che spaziano dalla cura di alcune micosi delle piante al restauro dei dipinti e di altre opere d'arte danneggiate da muffe di vario genere.

## Riconoscimenti
Negli ultimi anni della sua vita ricevette numerosi riconoscimenti per il lavoro svolto in ambito scientifico, tra cui il premio Squibb per la chemioterapia, il premio Benham Rhoda dalla Società di Micologia Medica delle Americhe e una laurea honoris causa dall'Hobart College e dal William Smith College, nonché il premio Chemical Pioneer dall'American Institute of Chemists. Dopo la sua morte nel 1975, Hazen fu aggiunta alla National Inventors Hall of Fame, dove il suo nome fu ufficialmente inserito nel 1994.